# 亨利·休格的神奇故事 (電影)
《亨利·休格的神奇故事》（英語：The Wonderful Story of Henry Sugar）是一部美國冒險喜劇片，由魏斯·安德森執導與編劇，電影改編自羅爾德·達爾的《亨利·休格和其他六人的精彩故事》一書，由班奈狄克·康柏拜區、雷夫·范恩斯、戴夫·帕托、本·金斯利、理查德·艾歐阿德和魯伯特·佛列德主演。電影由Netflix在全球發行。

## 角色
- 班奈狄克·康柏拜區 飾 亨利·休格
- 雷夫·范恩斯
- 戴夫·帕托
- 本·金斯利
- 理查德·艾歐阿德
- 魯伯特·佛列德

## 製作
2021年9月，Netflix以6.86億美元收購了羅爾德·達爾故事公司。2022年1月6日，八卦專欄作家巴茲·巴米格博耶表示，魏斯·安德森將編寫和執導電影，改編自羅爾德·達爾的短篇小說，並由Netflix發行，班奈狄克·康柏拜區飾演休格。隔日，該項目得到了確認，雷夫·范恩斯、戴夫·帕托和本·金斯利加入了演員陣容。1月12日，魯伯特·佛列德和理查德·艾歐阿德加入演員陣容。拍攝於1月14日在倫敦開始。

## 發行
《亨利·休格的神奇故事》於2023年9月1日在第80屆威尼斯影展非競賽單元上首映。該片於9月20日在紐約和加州地區有限上映。它最初定於2023年10月13日在串流媒體Netflix上發布，但之後更改於9月27日發布。

## 迴響
根据評論匯總网站爛番茄汇总的58篇评论文章，95%的评论家给予该作正面评价，平均打分为8.3分（满分10分）
在Metacritic上，根據27位影評人給予84分（滿分100分），這部電影獲得了「一致好評」。

## 獎項
其他獎項請見《亨利·休格的神奇故事》獲獎與提名列表。
| 年份 | 頒獎典禮           | 獎項         | 入圍者                  | 結果 |
| ---- | ------------------ | ------------ | ----------------------- | ---- |
| 2024 | 第96屆奧斯卡金像獎 | 最佳實景短片 | 《亨利·休格的神奇故事》 | 獲獎 |

## 外部連結
- 互联网电影数据库（IMDb）上《亨利·休格的神奇故事》的资料（英文）
- 在Netflix上觀看《亨利·休格的神奇故事》

#invoke:NavboxV2